# Веракрус, Ванесса
Ванесса Веракрус (англ. Vanessa Veracruz, род. 6 декабря 1987 г., долина Сан-Фернандо, Калифорния, США) — американская порноактриса, режиссёр, лауреатка премии XBIZ Award.

## Биография
До начала работы в порноиндустрии, Веракрус работала менеджером в центре скорой помощи.
В 2015 году дебютировала в качестве режиссёра, а также снялась в фильме Living on Fantasy Lane. В июле 2015 года стала девушкой месяца порносайта Girlsway.
На настоящий момент снялась более чем в 190 фильмах.

## Премии и номинации

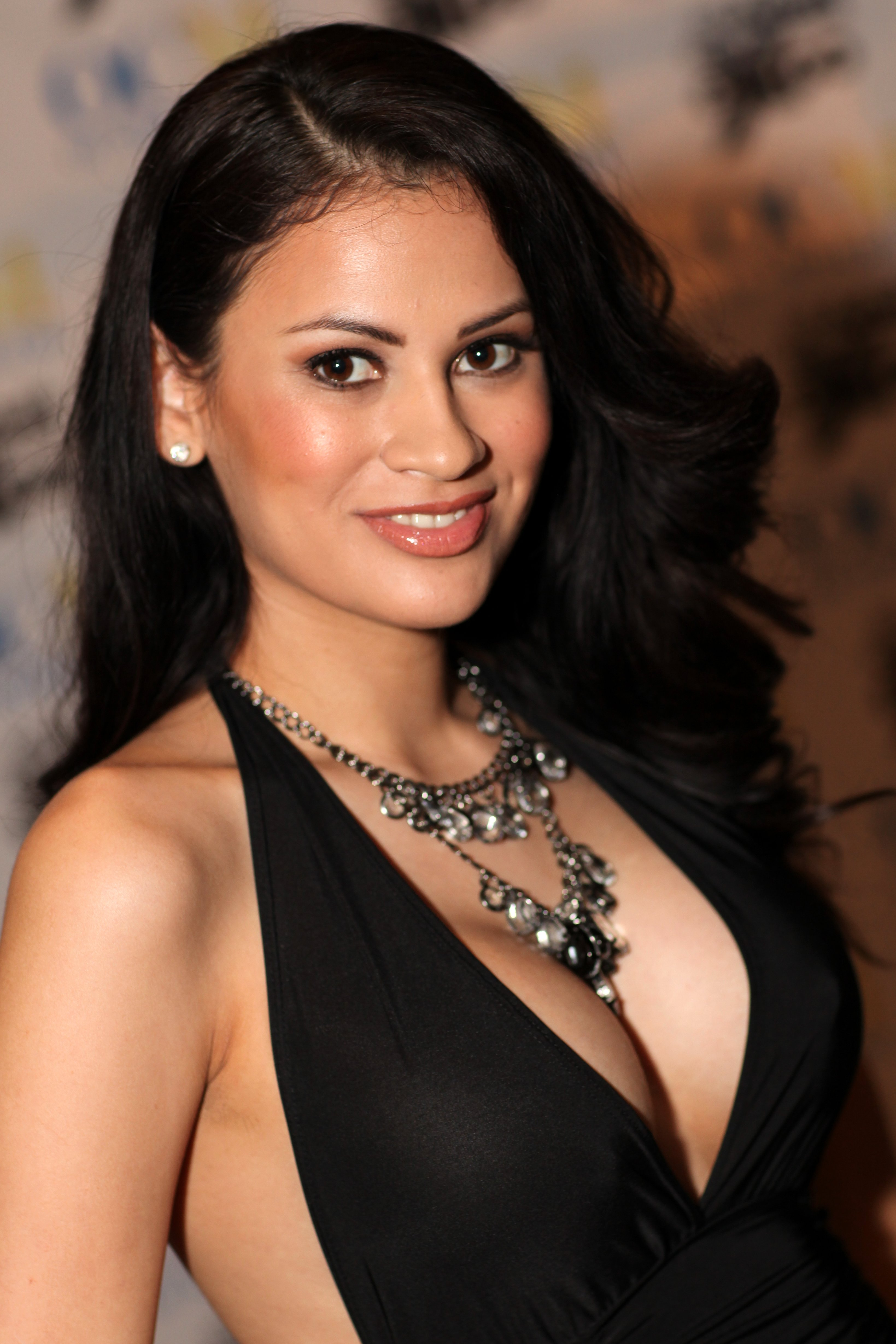
Ванесса Веракрус на выставке AVN Adult Entertainment Expo в 2013 году.

| Год  | Церемония         | Результат | Номинация                                 | Работа               |
| ---- | ----------------- | --------- | ----------------------------------------- | -------------------- |
| 2013 | AVN Awards        | Номинация | Лучшая сцена мастурбации                  | Dirty Little Secrets |
| 2013 | Sex Awards        | Номинация | Самая сексуальная взрослая звезда         | -                    |
| 2014 | The Fannys        | Номинация | Этнический исполнитель года               | -                    |
| 2015 | AVN Awards        | Номинация | Лесбийская исполнительница года           | -                    |
| 2015 | AVN Awards        | Номинация | Награда поклонников: лучшая грудь         | -                    |
| 2015 | XBIZ Award        | Номинация | Лесбийская исполнительница года           | -                    |
| 2016 | AVN Awards        | Номинация | Лесбийская исполнительница года           | -                    |
| 2016 | AVN Awards        | Номинация | Лучшая сцена лесбийского группового секса | Business of Women    |
| 2016 | XBIZ Award        | Победа    | Лесбийская исполнительница года           | -                    |
| 2016 | XBIZ Award        | Номинация | Лучшая актриса в лесбийском фильме        | Business of Women    |
| 2016 | XRCO Award        | Номинация | Лесбийская исполнительница года           | -                    |
| 2017 | AVN Awards        | Номинация | Лесбийская исполнительница года           | -                    |
| 2017 | AVN Awards        | Номинация | Премия фанатов: медиазвезда               | -                    |
| 2017 | XBIZ Award        | Номинация | Лесбийская исполнительница года           | -                    |
| 2017 | XRCO Award        | Номинация | Лучшая лесбийская исполнительница         | -                    |
| 2018 | AVN Awards        | Номинация | Лесбийская исполнительница года           | -                    |
| 2018 | AVN Awards        | Номинация | Премия фанатов: медиазвезда               | -                    |
| 2018 | Spank Bank Awards | Номинация | Королева куннилингуса                     | -                    |
| 2018 | XBIZ Award        | Номинация | Лесбийская исполнительница года           | -                    |
| 2018 | XBIZ Award        | Номинация | Лучшая сцена секса в лесбийском фильме    | Modern Romance       |

## Избранная фильмография
- 2011: Lesbian Stepsisters 1

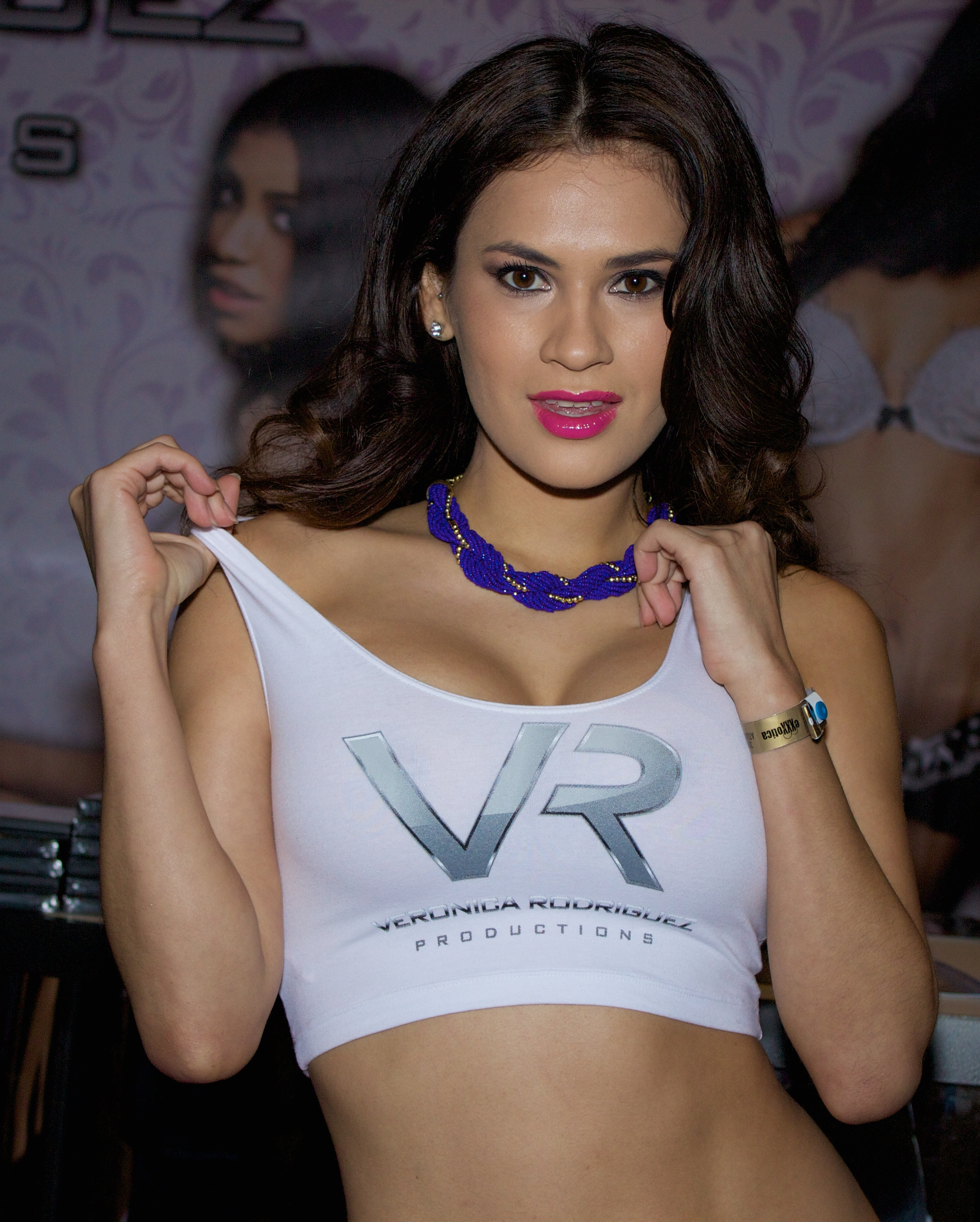
Веракрус на EXXXOTICA, 2014 год

- 2011: This Ain’t American Chopper XXX
- 2011: Barely Legal 123
- 2012: Dani Daniels' Fantasy Girls
- 2012: Dirty Little Secrets
- 2012: Hot and Mean 4
- 2013: Chemistry 2
- 2013: Cuntry Pussy
- 2013: Dreams, Screams and Creams
- 2014: Between The Headlines: A Lesbian Porn Parody
- 2014: Girls Loving Girls: First Time Experience 7
- 2014: Sleepover 2
- 2015: Babes Illustrated: Girls in Lust
- 2015: The Business of Women
- 2015: Living on Fantasy Lane (Regie)
- 2016: Lesbian PsychDramas 21
- 2016: Lesbian PsychDramas 22
- 2016: DNA
- 2016: Lesbian Triangles 34